# 安娜·斯克罗兹尼科娃
安娜·瓦列里耶芙娜·斯克罗兹尼科娃（羅馬化：Anna Valer'yevna Skroznikova；1995年10月2日—）是一位俄罗斯政治人物，自2023年3月13日起担任第八届国家杜马议员。

## 生平
安娜·斯克罗兹尼科娃于1995年10月2日出生于车里雅宾斯克州切巴尔库尔。
2017年，她毕业于车里雅宾斯克国立大学，获得语言学学位，毕业后担任教师。
2020年新人党成立后，她成为该党党员。次年，她成为车里雅宾斯克州第八届国家杜马选举的候选人，但她未能当选。随后，她搬到了雅罗斯拉夫尔。
2023年3月29日，斯克罗兹尼科娃接替了马克西姆·古林的空缺副职，成为第八届国家杜马代表，后者因过渡到俄罗斯儿童和青年运动工作而提前辞职。